# Annabel Jankel
Annabel Jankel (Londra, 1º giugno 1955) è una regista britannica che si occupa principalmente di film per la televisione e video musicali.

## Biografia
È la co-creatrice di Max Headroom, personaggio pioniere del cyberpunk. È la sorella del cantautore Chaz Jankel, conosciuto per essere membro della band britannica new wave Ian Dury & The Blockheads.
Dirige videoclip per celebrità della musica come Elvis Costello e Miles Davis.
Il personaggio di Max Headroom è diventato un'icona di culto del cyberpunk comparendo in produzioni televisive e film, acquistando successo in particolare negli anni '80. (È servito anche di ispirazione per il personaggio di Koopa nel film tratto da Super Mario.)
Sulla scia del successo di Max Headroom, Jankel e suo marito, il regista Rocky Morton, si spostano a Los Angeles, dove insieme dirigono D.O.A. - Cadavere in arrivo con Meg Ryan e Dennis Quaid, remake di un film degli anni '50.
Il film viene criticato positivamente dal Washingont Post, dove lo scrittore Roger Ebert lo definisce "un thriller spiritoso e ben scritto".
Alcuni anni dopo, lei e Rocky dirigono Super Mario Bros., film tratto dall'omonimo videogame Nintendo, con protagonisti Bob Hoskins, John Leguizamo e Dennis Hopper.
Il film reinterpreta il mondo colorato e a cartoni del videogioco, portandolo in un mondo dark, cyberpunk e postapocalittico. Da alcuni criticato, da altri elogiato, come Hal Linson del Washington Post, che lo descrive come "simpatico e divertente e pieno di invenzioni brillanti. In sintesi, spacca." Il New York Times invece lo critica definendolo frammentario a causa della co-regia di vari registi e della sceneggiatura scritta a più mani.
Un film importante della regista è Skellig con Tim Roth come protagonista nei panni di un uomo corvo che fa amicizia con un bambino.
Di recente ha diretto Tell It to the Bees con Anna Paquin e Holliday Grainger, uscito in Italia con il titolo Il segreto delle api.

## Vita privata
È sposata con il regista Rocky Morton.